# Кубок Албании по волейболу среди женщин
Кубок Албании по волейболу среди женщин — ежегодное соревнование женских волейбольных команд Албании. Проводится с 1954 года.

## Формула соревнований
Соревнования проходят по системе «осень-весна» и состоят из предварительного этапа и плей-офф. Победители полуфинальных матчей в финале определяют обладателя Кубка. В финале розыгрыша 2024/25 «Тирана» победила «Скендербеу» 3:2.

## Победители
| - 1954 «Партизани» Тирана - 1955 турнир не проводился - 1956 «Скендербеу» Корча - 1957 «Пуна» Тирана - 1958 турнир не проводился - 1959 турнир не проводился - 1960 «17 Нентори» Тирана - 1961 «17 Нентори» Тирана - 1962 «Влазния» Шкодер - 1963 «Влазния» Шкодер - 1964 «Влазния» Шкодер - 1965 «17 Нентори» Тирана - 1966 «17 Нентори» Тирана - 1967 «17 Нентори» Тирана - 1968 «17 Нентори» Тирана - 1969 «Студенти» Тирана - 1970 «Студенти» Тирана - 1971 «Скендербеу» Корча - 1972 «Скендербеу» Корча - 1973 «Скендербеу» Корча - 1974 «Динамо» Тирана - 1975 «Скендербеу» Корча - 1976 «Скендербеу» Корча - 1977 «Динамо» Тирана - 1978 «Скендербеу» Корча - 1979 «Флямуртари» Влёра - 1980 «Динамо» Тирана - 1981 «Динамо» Тирана - 1982 «Динамо» Тирана - 1983 «Динамо» Тирана - 1984 «Динамо» Тирана - 1985 «Динамо» Тирана - 1986 «Динамо» Тирана - 1987 «Динамо» Тирана - 1988 «Динамо» Тирана - 1989 «Динамо» Тирана | - 1990 «Динамо» Тирана - 1991 «Динамо» Тирана - 1992 «Теута» Дуррес - 1993 «Эльбасани» Эльбасан - 1994 «Динамо» Тирана - 1995 «Динамо» Тирана - 1996 «Олимпик» Тирана - 1997 «Люшня» - 1998 «Люшня» - 1999 «Теута» Дуррес - 2000 «Теута» Дуррес - 2001 «Динамо» Тирана - 2002 «Динамо» Тирана - 2003 «Динамо» Тирана - 2004 «Студенти» Тирана - 2005 «Студенти» Тирана - 2006 «Динамо» Тирана - 2007 «Теута» Дуррес - 2008 «Тирана» - 2009 «УМБ Воллей» Тирана - 2010 «УМБ Воллей» Тирана - 2011 «Минатори» Рёшен - 2012 «Тирана» - 2013 «Тирана» - 2014 «УМБ Воллей» Тирана - 2015 «Барлети Воллей» Тирана - 2016 «Барлети Воллей» Тирана - 2017 «Барлети Воллей» Тирана - 2018 «Партизани» Тирана - 2019 «Партизани» Тирана - 2020 «Барлети Воллей» Тирана - 2021 «Партизани» Тирана - 2022 «Тирана» - 2023 «Скендербеу» Корча - 2024 «Скендербеу» Корча - 2025 «Тирана» |